# Al-Manzilah
al-Manzilah (المنزلة) är en stad i nordöstra Egypten. Den ligger i guvernementet ad-Daqahliyya och folkmängden uppgår till cirka 90 000 invånare.